# 韋驤
韋驤（1033年—1105年），原名讓，字子駿，世居衢州，宋朝官員、詩人。

## 生平
隨父徙錢塘（今浙江杭州）。宋仁宗皇祐五年（1053年）進士，初為睦州壽縣尉，以母喪不就，後官興國軍司理參軍。歷知婺州武義縣、袁州萍鄉縣、通州海門縣，通判滁州、楚州。哲宗元祐元年（1086年），擢拔為利州路轉運判官。元祐七年（1092年），召爲主客郎中，知明州，乞闲，提举洞霄宫。宋徽宗崇寧四年（1105年）卒。工於詩，《四库全书总目》称其诗歌“大抵不屑屑于规模唐人，而密咏恬吟，颇有自然之趣”，今存《錢塘集》。《咸淳臨安志》卷六六有傳。